# Sailly-Saillisel

Sailly-Saillisel este o comună în departamentul Somme, Franța. În 1 ianuarie 2022 avea o populație de 478 de locuitori.